# Michał Butkiewicz
Michał Butkiewicz, né le 12 août 1942 à Varsovie, est un escrimeur polonais, pratiquant l'épée.

## Palmarès

### Jeux olympiques d'été
- 1968 à Mexico
  -  Médaille de bronze en épée par équipes

### Championnats du monde
- Médaille d'argent en équipes en 1970 à Ankara

### Championnats de Pologne
- en 1963 et 1967:
  - 2  Champion de Pologne